# Gesellschaft für Ganzheitliche Tiermedizin

Die Gesellschaft für Ganzheitliche Tiermedizin e.V. (GGTM) ist die deutschsprachige Dach- und Fachgesellschaft für alle ganzheitlich und regulationsmedizinisch tätigen, forschenden und interessierten Tierärzte. 

## Aufgaben
Die am 5. Mai 1984 in Unna gegründete Gesellschaft versteht sich als Interessengemeinschaft für alle Belange der ganzheitlichen Tiermedizin in Praxis und Wissenschaft. Sie stärkt die Anwendung und Verbreitung ganzheitlicher Therapien in der Tiermedizin. In regem Austausch prüft die GGTM entsprechende Diagnose- und Therapieverfahren auf ihre Heilwirkung und Praxistauglichkeit und fördert deren Erforschung. Darüber hinaus bestehen intensive Kontakte zu ganzheitlich und biologisch orientierten Fachgesellschaften der Humanmedizin und der Tiermedizin im In- und Ausland. Es besteht ferner eine Kooperation mit Organisationen des biologischen Landbaus zur Förderung der Erzeugung rückstandsarmer Lebensmittel.
In enger Zusammenarbeit mit den Fachgruppen Naturheilverfahren/Regulationsmedizin der Akademie für tierärztliche Fortbildung (ATF) und der Deutschen Veterinärmedizinischen Gesellschaft (DVG) wird die Regulationsmedizin durch die speziellen Arbeitsgebiete und Arbeitskreise der Gesellschaft betreut.
Zur Auszeichnung herausragender Forschungsarbeiten auf dem Gebiet der Regulationsmedizin/Naturheilverfahren verleiht die GGTM alle drei Jahre einen mit 5.000 € dotierten Forschungspreis.

## Organe
Organe der Gesellschaft sind die Mitgliederversammlung, der ehrenamtlich tätige Vorstand und die „Zeitschrift für Ganzheitliche Tiermedizin“ (ZGTM). Die Gesellschaft ist selbstlos tätig und als gemeinnützig anerkannt.
Neben der Herausgabe der ZGTM unterhält die Gesellschaft eine Homepage.

## Fortbildung
Einmal im Jahr veranstaltet der Verein den Internationalen Kongress für Ganzheitliche Tiermedizin. In Zusammenarbeit mit ATF, DVG und dem BPT werden von der Gesellschaft weitere Fortbildungen in einzelnen Teilgebieten der Regulationsmedizin angeboten. Langfristiges Ziel ist die Integration der Regulationsmedizin in die tierärztliche Ausbildung.
Die GGTM bietet Studenten der Veterinärmedizin „Schnupperseminare“ zum Thema Regulationsmedizin an.

## Tierhalter
Auf Anfrage erhalten Tierhalter Informationsmaterial zur Ganzheitlichen Tiermedizin in Form von Literaturlisten und Texten zu Therapieverfahren. Über die Tierarztsuche auf der Website werden Adressen von ganzheitlich arbeitenden Tierärzten in der Nähe vermittelt.